# Palazzo dei Telefoni (Via Depretis)

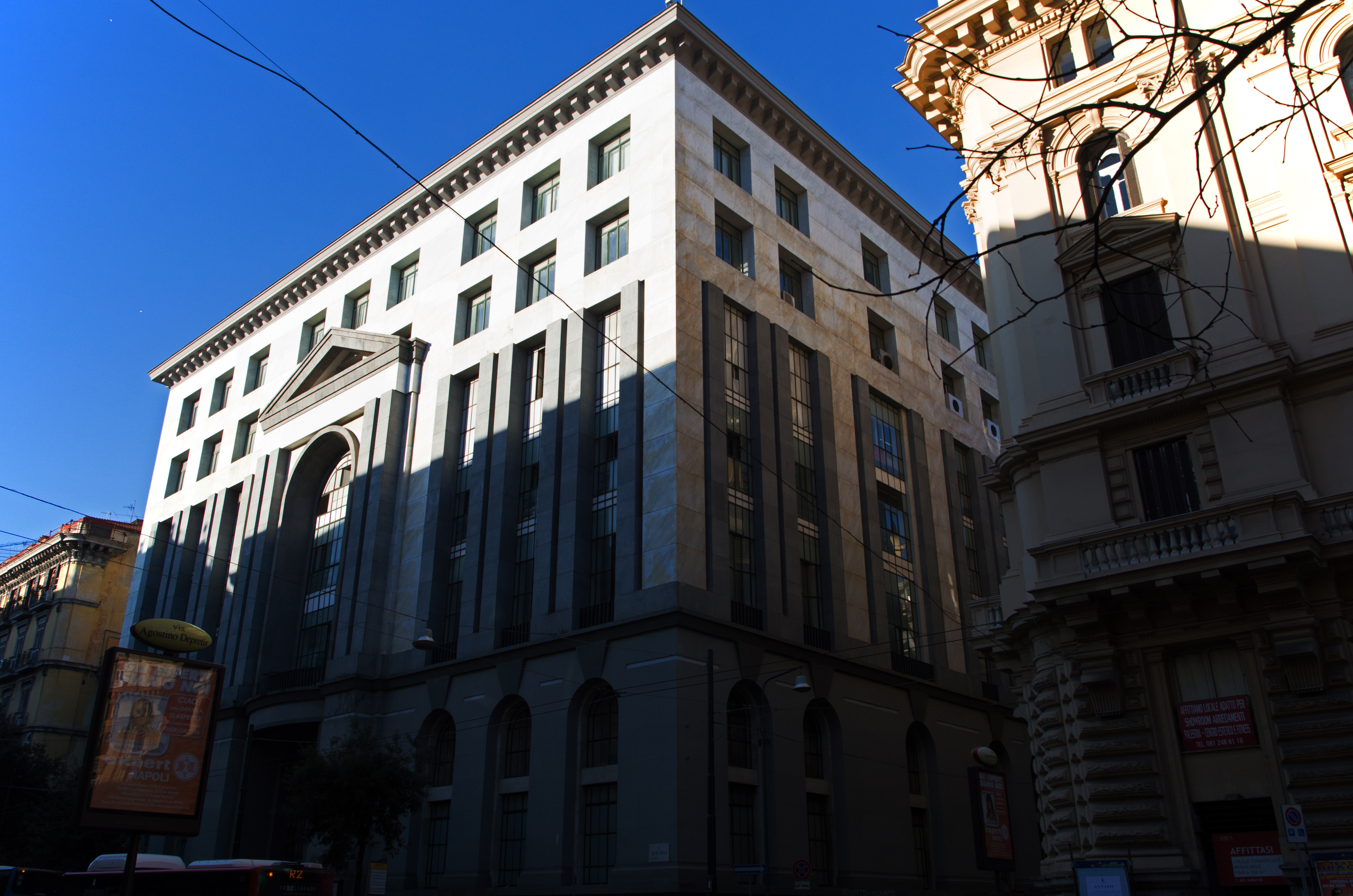
Palazzo dei Telefoni in der ‚‘Via Agostino Depretis‘‘ in Neapel

Der Palazzo dei Telefoni (auch Centrale dei Telefoni di Stato) ist ein Palast aus den 1920er-Jahren im Viertel Porto in Neapel in der italienischen Region Kampanien. Er liegt in der Via Agostino Depretis und ist eines der drei in dieser Zeit geschaffenen Fernmeldeämter der Stadt, die anderen beiden liegen in der Via Crispi und an der Piazza Nolana.

## Geschichte und Beschreibung
Im Jahre 1922 erhielt der Bauingenieur Camillo Guerra den Auftrag zum Bau eines dritten Fernmeldeamtes in der Nähe des Palazzo della Borsa, der von seinem Vater, Alfonso Guerra entworfen worden war.
Das Gebäude wurde zwischen 1923 und 1925, wie die beiden anderen Fernmeldeämter im neubarocken Stil, errichtet.
Der Palast wurde im Zweiten Weltkrieg beim schweren alliierten Luftangriff am 4. August 1943 teilweise zerstört. Robert Capa verewigte die Trümmer der Fassade des Palastes, der  fälschlicherweise als Palazzo delle Poste bezeichnet ist, auf einem seiner Fotos.
Nach der Verkündung des italienischen Waffenstillstandes mit den Alliierten, kam es um den Bau am Vormittag des 12. September 1943 zu heftigen Kämpfen zwischen Einheiten der Wehrmacht und den Carabinieri. Die Deutschen versuchten, das strategisch wichtige Fernmeldeamt unter ihre Kontrolle zu bringen. Neben den Carabinieri der Station Napoli-Porto setzten die Italiener noch 150 Soldaten des 40. Infanterieregiments zur Verteidigung ein. Der ungleiche Kampf war bald zu Ungunsten der italienischen Verteidiger beendet. Die Deutschen verloren bei dem Angriff drei Wehrmachtsangehörige und griffen anschließend die Carabinieri-Station Napoli-Porto an, die trotz energischen Widerstandes der Carabinieri ebenfalls besetzt wurde.
Für die Pläne des Wiederaufbaus zeigte sich 1944 erneut Camillo Guerra verantwortlich, wobei er das Aussehen des Genäudes vollkommen umkrempelte. Die neubarocke Fassade bekam ein sehr funktionalistisches Gesicht, ähnlich den in den 1930er Jahren entstandenen Palästen im Viertel San Giuseppe (eigentlich Rione Carità), darunter auch das ebenfalls von Guerra entworfene Gebäude des Versehrten und Invalidenverbandes (Casa del Mutilato), das in vielen Punkten eine Affinität mit dem neuen Gebäude zeigt, ohne dass es dabei allerdings seine Monumentalität verlor. Die Umbauarbeiten wurden zwischen 1945 und 1946 durchgeführt, also etwa 20 Jahre nach dem Bau des ursprünglichen Gebäudes.
Das ursprüngliche Aussehen des neubarocken Palastes kann man immer noch an der Rückfassade erkennen, die im Krieg nicht beschädigt worden war und somit nicht überarbeitet wurde. Sie zeigt zur Via dei Griffi hin.